# Печера Святого Михаїла
Печера Святого Михайла — найбільша з сотні печер Гібралтарської скелі.
Печера розташована на висоті більш ніж 300 метрів над рівнем моря, відома великими сталактитами і є популярним туристичним об'єктом (до мільйона відвідувачів на рік). Печера має три входи, а її глибина досягає 62 метра.
У 1974 році в печері виявлено сліди перебування первісних людей. Також виявлено печерний живопис (зроблений близько 15-20 тис. років тому), що зображає гірських козлів. У пізніші часи печера служила військовим укріпленням. Під час Другої світової війни печера була підготовлена під військовий госпіталь, проте його використання не знадобилося.